# Aït Boumahdi
Aït Boumahdi là một đô thị thuộc tỉnh Tizi Ouzou, Algérie. Dân số thời điểm năm 2002 là 6.721 người.